# Island of Kesmai

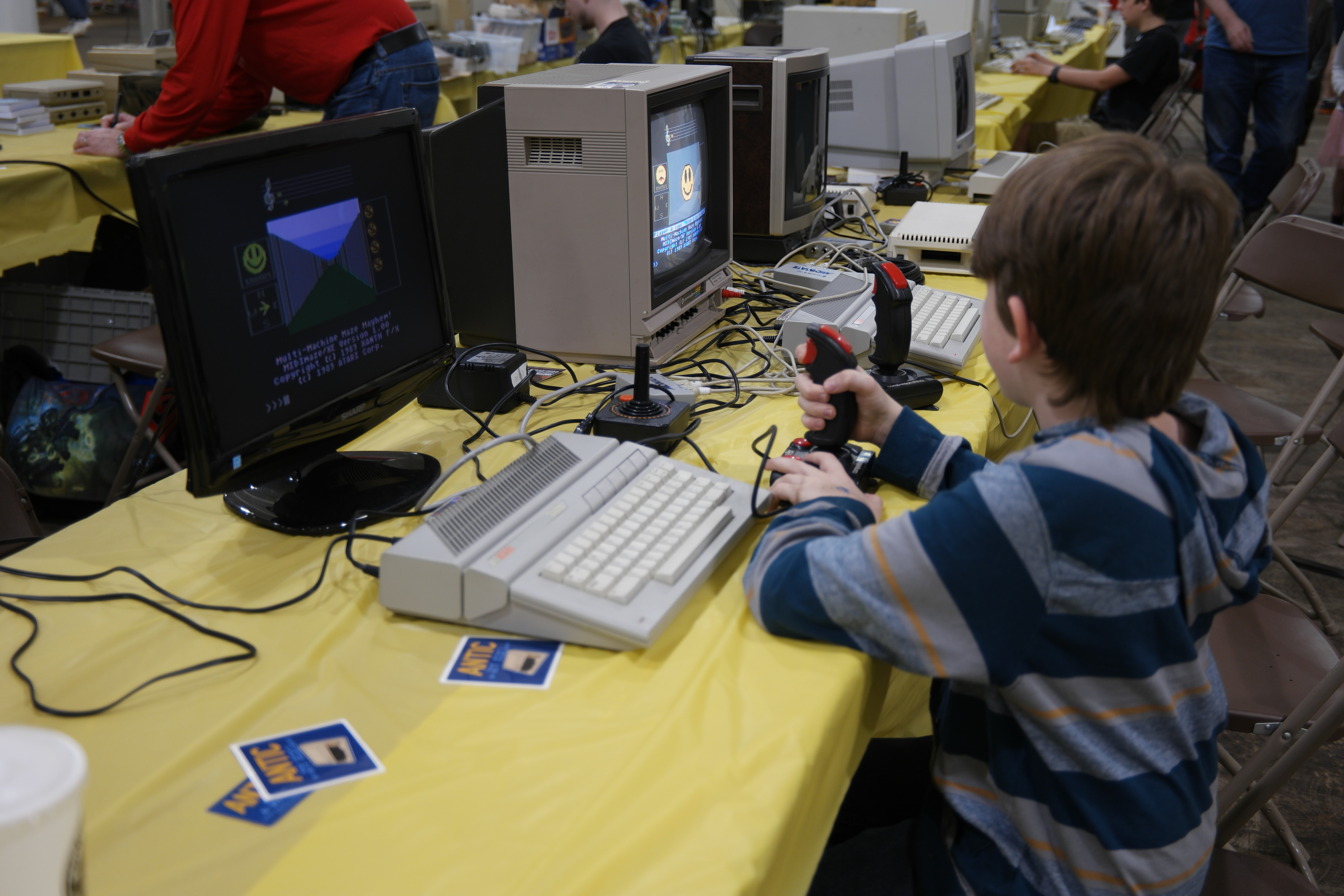

L'Island of Kesmaii va ser un dels primers jocs comercials en línia en el gènere masmorres multiusuari (MUD), va ser innovador en els videojocs de tipus roguelike. Es considera un dels principals precursors dels videojocs de rol massiu (MMORPGs).
A l'estiu del 1980, els companys de la Universitat de Virgínia John Taylor i Kelton Flinn, van escriure Dungeons of Kesmai, un joc de sis jugadors inspirat en Dungeons & Dragons el qual utilitzava gràfics ASCII Roguelike. L'any 1982 van fundar l'empresa Kesmai i l'any 1985 van treure una versió millorada de Dungeons of Kesmai, Island of Kesmai va ser llançada a CompuServe. Més tard, el seu descendent 2-D Legends of Kesmai es va llançar en AOL, l'any 1996. Els jocs es van retirar del comerç l'any 2000.
El joc estava disponible a CompuServe sense càrrecs addicionals. No obstant això, CompuServe cobrava 6 dòlars per hora per 300 bauds o 12 dòlars per hora per 1200 bauds. A més a més el joc processava una comanda que equivalia a 1⅔ cèntims cada 10 segons. Els jugadors també podien encomanar un manual opcional de 181 pàgines de CompuServe per $16.50.

## Característiques del joc
Després d'iniciar sessió a CompuServe i seleccionar el joc Island of Kesmai, l'usuari podia crear un personatge. Després de crear-lo, el següent pas era entrar a l'habitació de xat. Des d'aquesta el jugador podia accedir al món virtual.
La interfície era bidimensional, però podies descarregar una GUI instal·lada. La interfície ha estat nomenada com a roguelike en el sentit que tenia similituds amb la del joc Rogue. El joc utilitzava el sistema de joc basat en torns com a Dungeons & Dragons. Els jugadors movien el personatge per rajoles usant comandes o prement tecles. Els objectes es podien trobar al terra de la masmorra i és representaven amb símbols, tanmateix, com els monstres que havies de combatre.
Un dels sistemes del joc més destacable era la capacitat de realitzar missions per rebre recompenses. Aquest sistema representa alguns dels primers sistemes de questing en línia que serien significatius per als futurs MMORPGs populars com ara EverQuest i World of Warcraft.

### Configuració
L'Illa de Kesmai estava dividida en 5 regions que en total formaven 62.000 localitzacions, estava formada per 2500 NPC i podia suportar fins a 100 jugadors que estaven connectats simultàniament.
L'any 1988, amb molts jugadors apropant-se al nivell màxim del personatge, es van introduir noves illes Torii i Annwn. També van agregar el material que ja havien promocionat "armes més poderoses, monstres més poderosos i varietat de tresors." Els jugadors només podien viatjar a aquestes terres quan arribaven al nivell màxim de l'illa anterior i un cop viatjaves a les noves illes, ja no podies tornar a les anteriors.

## Legends of Kesmai
Legends of Kesmai (LOK) va estar entre els primers videojocs de rol multijugador en línia amb èxit. Es basava en una versió lleugerament reduïda de l'Illa de Kesmai amb personatges en 2-D substituint els pseudo-gràfics de IoK, i estava disponible per jugar a America Online i GameStorm. Abans d'això, la corporació Kesmai va realitzar una extensa beta oberta del joc, així com l'allotjament del joc per un curt període a la dècada del 1990. L'any 1999 Electronic Arts va comprar Kesmai i l'any 2000 va tancar el negoci.

## Recepció
Patricia Fitzgibbons va fer una ressenya del joc per a Computer Gaming World i va afirmar que "fins i tot els telegamers que es cansaven amb programes de l'estil D&D s'animen quan estan en una aventura en equip amb més gent real. Els millors jocs multijugador permeten als jugadors interactuar, cooperar i competir entre ells. IoK és un molt bon exemple d'aquesta característica."
A l'edició del desembre de 1987 de Dragon (Num. 128), Cheryl Peterson va fer una recerca a fons del joc, assenyalant que podia ser utilitzat per "qualsevol amb un ordinador personal i un mòdem" que era únic en el seu moment donada la interacció entre els jugadors. També va assenyalar que aquest joc "no hi ha cap guanyador real en cap ocasió. La qüestió és que els jugadors es diverteixin i s'ho passin bé."